# Svartögd julklappsmask
Svartögd julklappsmask (Tubulanus nothus) är en djurart som tillhör fylumet slemmaskar, och som först beskrevs av Heinrich Bürger 1892. Enligt Catalogue of Life ingår Svartögd julklappsmask i släktet Tubulanus och familjen Tubulanidae, men enligt Dyntaxa är tillhörigheten istället släktet Tubulanus, och ordningen Palaeonemertea. Arten är reproducerande i Sverige. Inga underarter finns listade i Catalogue of Life.